# Hirschberger Talbahn

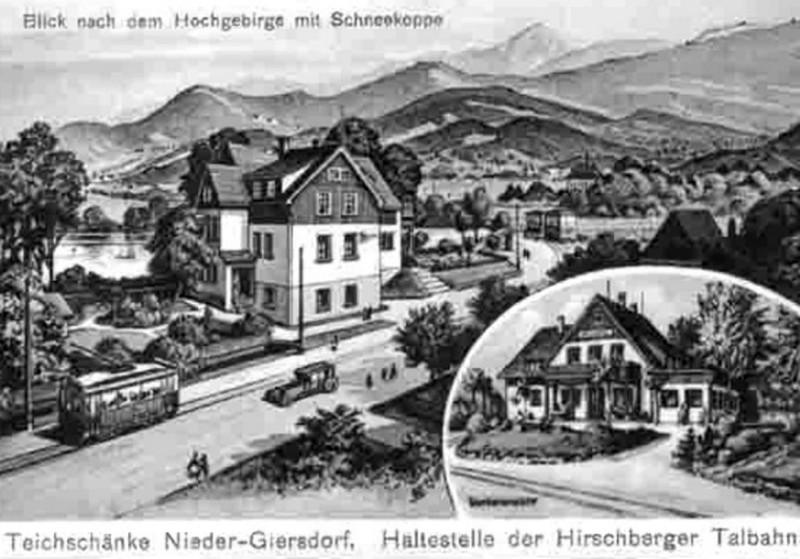
Die Hirschberger Talbahn in Nieder-Giersdorf, im Hintergrund das Riesengebirge (um 1925)

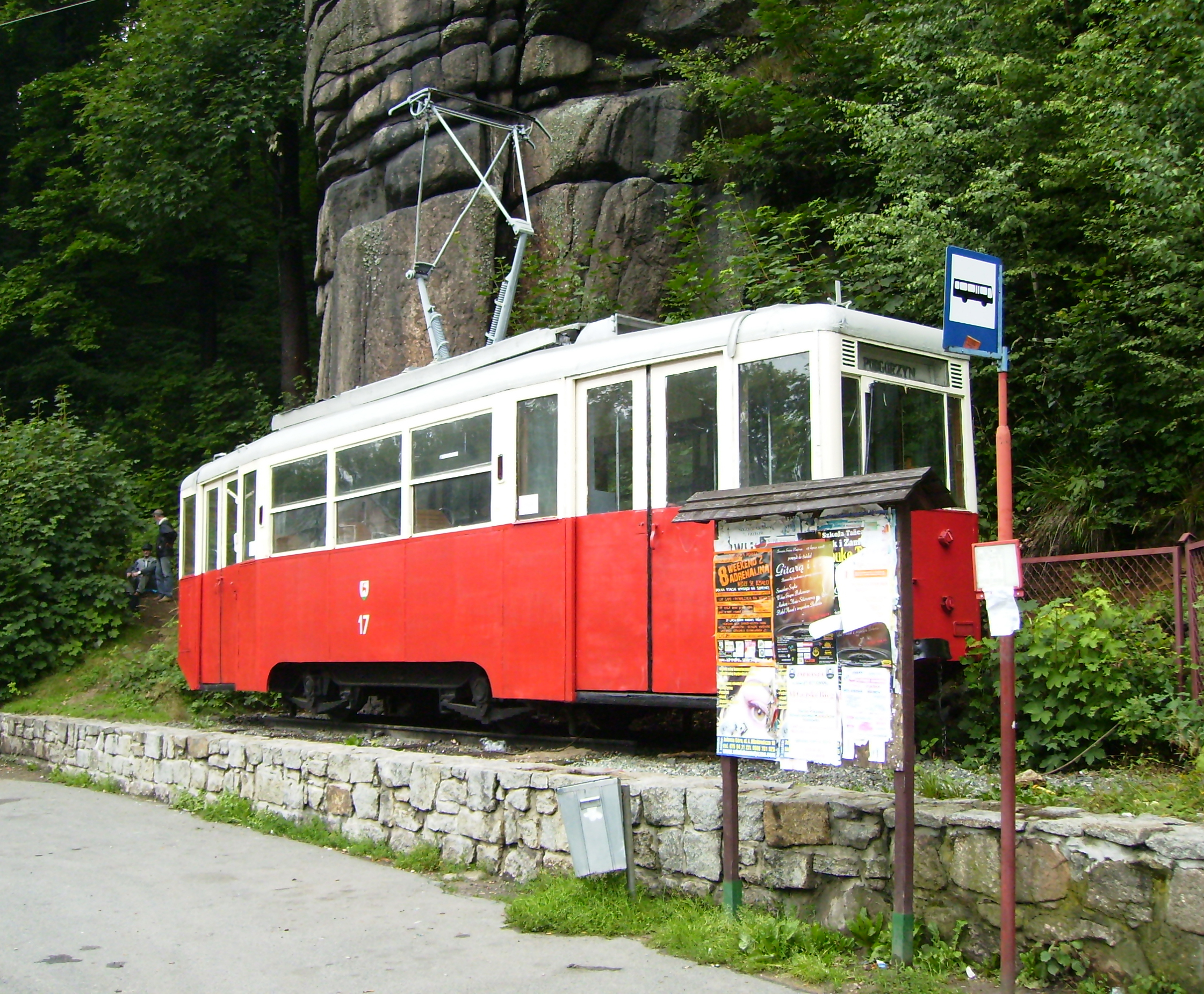
Denkmal für die Hirschberger Talbahn mit Triebwagen vom polnischen Typ Konstal 4N

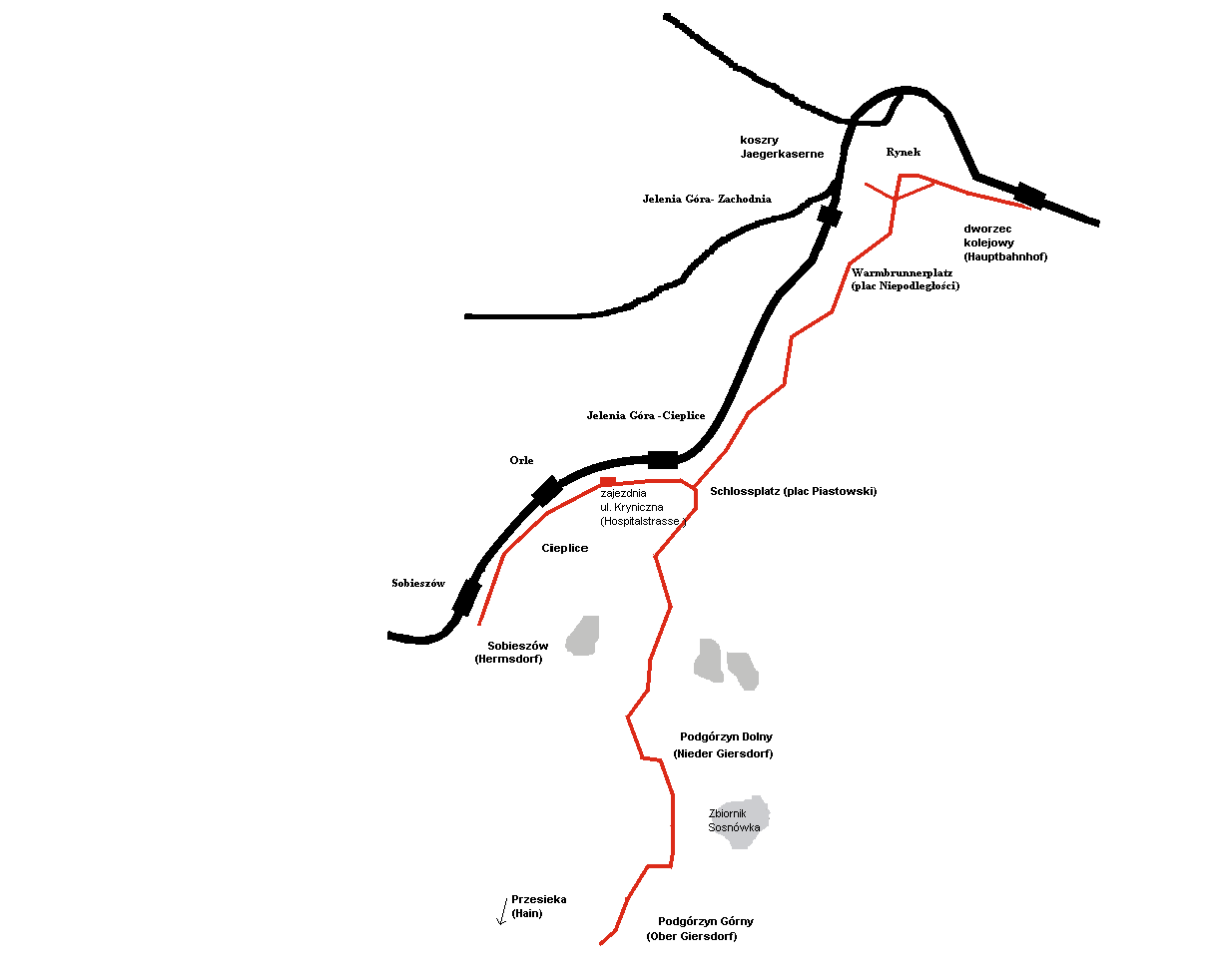
Streckennetz

Die Hirschberger Talbahn – bis 1940 Hirschberger Thalbahn, schlesisch: Herschbricher Toalboahn – stellte in der Provinz Schlesien eine Überlandstraßenbahn-Verbindung von der Kreisstadt Hirschberg (Jelenia Góra) zum Nordrand des Riesengebirges her. Sie wurde 1897 als normalspurige Gasbahn eröffnet, 1900 auf elektrischen Betrieb und Meterspur umgebaut, wobei sie den Zweiten Weltkrieg unbeschädigt überstand.
Der Betrieb wurde auf dem letzten verbliebenen Rest der Strecke zwischen Hirschberg und Bad Warmbrunn (Cieplice Śląskie-Zdrój) 1969 eingestellt.

## Geschichte

### Gasbahn
Obwohl von dem Eisenbahnknotenpunkt Hirschberg 1891 eine Staatsbahnstrecke (Zackenbahn) dem Tal des Zackenflusses folgend durch das Hirschberger Tal bis Petersdorf (Piechowice) ins Gebirge hineinführte, konnte diese die Wünsche der zahlreichen Touristen und Kurgäste nur unzureichend erfüllen, denn sie verlief auf dem linken Ufer weit von den Ortschaften entfernt. Vor allem in Bad Warmbrunn, das durch seine warmen Schwefelquellen bekannt war, lag der Bahnhof besonders zum Kurgebiet recht ungünstig.

#### Hirschberger Thalbahn GmbH
So bemühten sich die Gemeinden um ein ortsnahes Verkehrsmittel, das mit zahlreichen Haltestellen die Gegend zusätzlich erschließen konnte. Diesen Bestrebungen kam ein Angebot der Deutschen Continental Gasgesellschaft in Dessau entgegen, die in Hirschberg das Gaswerk betrieb. Sie plante, vom dortigen Hauptbahnhof aus neben einer innerstädtischen Strecke zur Jägerkaserne eine weitere Strecke über Bad Warmbrunn bis Hermsdorf unterm Kynast (unweit der Burg Kynast) zu bauen. Es kam zu Verhandlungen der Gas-AG mit der Stadt Hirschberg und den anzuschließenden Gemeinden, die 1895 zur Gründung der Hirschberger Thalbahn GmbH führten.
Die Strecke vom Hauptbahnhof über die Bahnhofstraße und den Warmbrunner Platz zur Jägerkaserne im Westen der Stadt konnte am 10. April 1897 eröffnet werden, die 11,5 km lange Überlandstrecke nach Hermsdorf, die bis zum Warmbrunner Platz der Stadtlinie folgte, nahm am 22. Mai 1897 den Betrieb auf. Es waren insgesamt 12,8 km normalspuriger Strecken (1435 mm) befahrbar, die überwiegend auf Straßen lagen.
Die neue Bahn wurde von zahlreichen Fahrgästen benutzt und zeigte, dass sie dem bestehenden Verkehrsbedürfnis entsprach. Das technische Experiment eines mit einem Gasmotor betriebenen Straßenbahnwagens erwies sich als ungeeignet für einen dauerhaften und technisch zuverlässigen Betrieb. Die steigungsreiche Strecke machte den Triebfahrzeugen schwer zu schaffen. So musste der Betrieb am 7. November 1899 wieder eingestellt werden.

### Elektrische Bahn
Um alsbald wieder günstige Fahrtmöglichkeiten zu schaffen, wurde die Elektrizitäts-AG vormals W. Lahmeyer & Co. (EAG) in Frankfurt am Main mit der Umstellung auf elektrischen Betrieb beauftragt. Die Trassenführung wurde weitgehend beibehalten und wegen der zahlreichen Kurven die Spurweite von 1000 mm (Meterspur) gewählt. In Herischdorf (1941 nach Bad Warmbrunn eingemeindet, heute Jelenia Góra-Mallinik) etwa in der Mitte zwischen Hirschberg und Bad Warmbrunn entstand das Depot für die Fahrzeuge samt Werkstatt und Kraftwerk (Elektrizitätswerk). Die Betriebsleitung wurde hier untergebracht.
Bis dorthin wurde der elektrische Betrieb der Straßenbahn am 4. Februar 1900 zusammen mit der Stadtlinie zur Jägerkaserne aufgenommen. Der übrige Abschnitt nach Hermsdorf folgte am 8. April 1900. Der Fahrplan sah einen 20-Minuten-Takt vor, auf der Stadtlinie einen 10-Minuten-Takt. Im Sommer wurde meist doppelt so oft gefahren.

#### Hirschberger Thalbahn AG

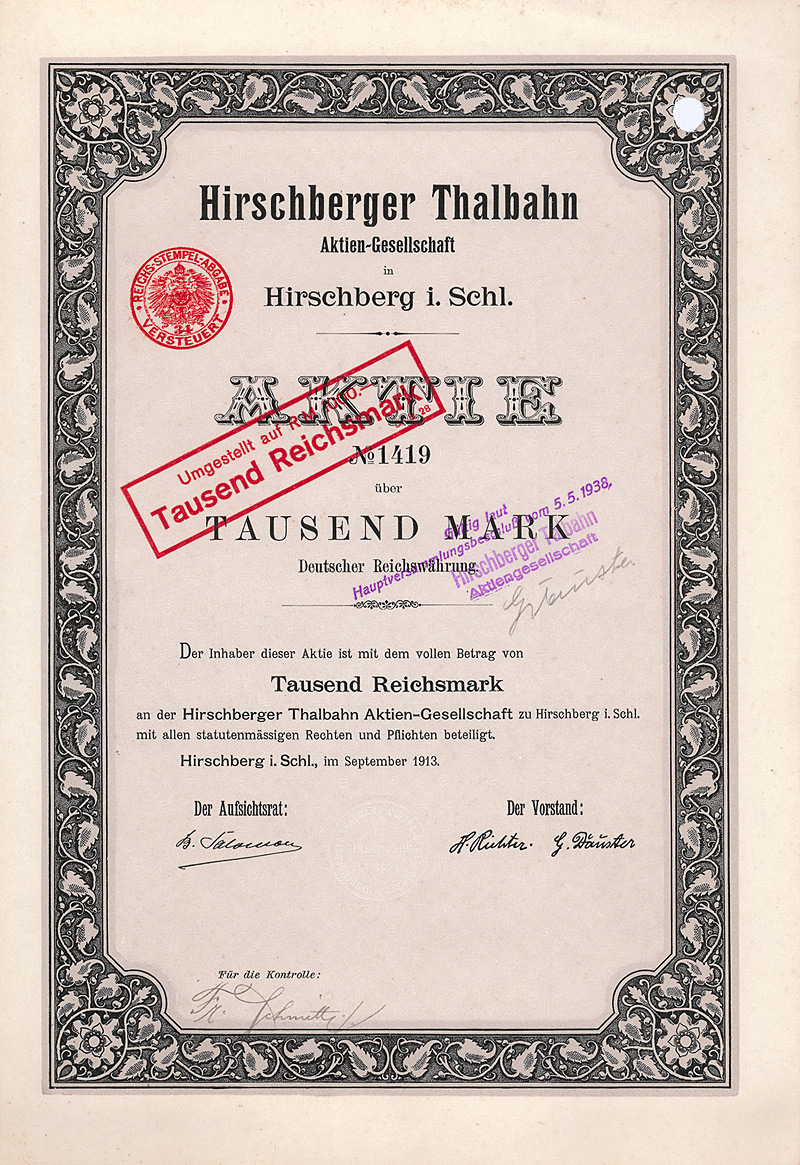
Aktie über 1000 Mark der Hirschberger Thalbahn AG vom September 1913

Am 28. Mai 1902 wurde die Hirschberger Thalbahn durch die EAG und die Gesellschaft für elektrische Unternehmungen (Gesfürel) in Frankfurt am Main (die seit 1897 zu 98 % der EAG gehörte) von einer GmbH in eine Aktiengesellschaft umgewandelt.
Die Hauptaktionär war anfangs die Gesellschaft für elektrische Unternehmungen, diese gab später jedoch ihre Anteile an die Niederschlesische Elektrizitäts-AG in Hirschberg sowie zu kleinen Teilen an die Elektrowerke AG in Berlin und die Provinz Niederschlesien ab.
Zur besseren Bedienung des Fremdenverkehrs wurde eine Zweigbahn geplant, die am Schlossplatz von Bad Warmbrunn abzweigen sollte. Sie konnte am 8. August 1911 bis Nieder Giersdorf (4,0 km), am 7. Mai 1914 bis zum Hohlen Stein und schließlich am 20. Mai 1914 bis Ober Giersdorf-Himmelreich eröffnet werden. Besonders die letzten zwei Kilometer der Strecke wiesen starke Steigungen auf. Die Verlängerung bis zum Spindlerpass unterblieb wegen der schwierigen Verhältnisse im Ersten Weltkrieg und danach, denn die teilweise enormen Steigungsverhältnisse hätten hier besondere Lösungen erfordert. In diesen Jahren – etwa von 1918 bis 1934 – ruhte wegen wirtschaftlicher Schwierigkeiten der Betrieb auf der Stadtlinie zur Jägerkaserne.
Bei Beginn des Zweiten Weltkriegs umfasste das Netz eine Gesamtlänge von 17,6 km und einen Fahrzeugpark von 19 Triebwagen, 25 Beiwagen, einen Packwagen und zwölf Spezialwagen, dazu fünf Omnibusse.
In den letzten Jahren des Zweiten Weltkriegs war mit 90 % die Niederschlesische Elektrizitäts-AG in Hirschberg Großaktionär, je 5 % gehörten der Elektrowerke AG und der Provinz Niederschlesien.

### Omnibusbetrieb
Anstatt neue Schienenstrecken zu bauen, richtete die Hirschberger Thalbahn AG (seit 1940 Talbahn) ab dem 1. September 1934 mehrere Omnibus-Linien ein, darunter eine Stadtlinie. Im Zweiten Weltkrieg wurden sie wegen Treibstoff- und Reifen-Mangels nur noch eingeschränkt oder gar nicht mehr bedient. Da die Bahn ohne größere Erneuerungen nicht mehr auf Dauer leistungsfähig erschien, wurde die Umstellung auf den Betrieb mit Oberleitungsbussen vorbereitet. Es wurden Leitungsmasten neu aufgestellt und drei O-Busse beschafft. Diese kamen nicht mehr zum Einsatz.

### Weiterbetrieb in Polen
Da Strecke und Fahrzeuge von direkten Kriegsschäden verschont geblieben waren, blieb am Ende des Krieges der Verkehr nur für wenige Tage unterbrochen. Dann fuhr die Straßenbahn wieder – bald unter der polnischen Bezeichnung Kolej Elektryczna w Jeleniej Górze (Elektrische Bahn von Hirschberg). Allerdings unterblieben die Fahrten über den Marktplatz und der Betrieb auf der kurzen Strecke zur Jägerkaserne wurde noch 1945 eingestellt. Am Hauptbahnhof und am Ortseingang des nunmehr in Cieplice Śląskie-Zdrój umbenannten Bad Warmbrunn wurden Wendeschleifen angelegt. Etwas später wurde der Wagenpark ersetzt. Hierzu wurden um 1950 die ersten Zweiachser vom Typ Konstal N (ähnlich dem deutschen KSW) angeliefert.
Im Laufe der 1950er Jahre kamen weitere zweiachsige Konstal-Triebwagen hinzu, darunter die Typen 3N und 4N. Die weiterführenden Strecken nach Podgórzyn wurde 1964 und nach Sobieszów 1965 (nach anderer Quelle schon 1959) stillgelegt. Noch vier Jahre länger fuhr die elektrische Bahn nurmehr vom Hauptbahnhof in Jelenia Góra nach Cieplice Śląskie-Zdrój. Im April 1969 kam hier das Ende. Die Gleise und Bahnanlagen wurden nach der Umstellung auf Omnibusbetrieb ab den frühen 1970er Jahren nach und nach abgebaut.

## Relikte
Die Gleise und Anlagen sind heute nicht mehr zu sehen, die letzten Reste verschwanden in den 1980er Jahren meist im Zuge von Fahrbahnerneuerungen. An zahlreichen Häusern auf den Stadtstrecken sind noch Oberleitungsrosetten zu finden, daneben existieren an den Überlandstrecken noch diverse Oberleitungsmasten. In Podgórzyn wurde ein Triebwagen vom polnischen Typ Konstal 4N als Technisches Denkmal für die Hirschberger Talbahn aufgestellt.